# Vuelo 820 de Varig
El vuelo 820 de Varig fue un vuelo programado de aerolínea, desde el Aeropuerto de Galeão, Río de Janeiro, Brasil hasta el Aeropuerto de París-Orly, París, Francia, que sufrió un accidente el 11 de julio de 1973. El Boeing 707 realizó un aterrizaje de emergencia en un campo cerca de Orly, debido a la presencia de humo en la cabina. El fuego y el humo provocó que la aeronave se estrellase, resultando en la muerte de 123 personas, con 11 supervivientes (10 de la tripulación, 1 pasajero).
Los problemas del vuelo 820 empezaron cuando se produjo un incendio en uno de los baños traseros. Los miembros de la tripulación intentaron contener el fuego, pero no pudieron encontrar su punto de origen. Antes del aterrizaje forzoso, la mayoría de los pasajeros ya había muerto por inhalación de humo.
La aeronave aterrizó en una zona rural, a 5 km de la pista de aterrizaje, con los dispositivos hipersustentadores activados y el tren de aterrizaje bajo.
Solo un pasajero sobrevivió, mientras que la mayoría de la tripulación logró escapar por la salida de emergencia por sobre la cabina de pilotaje. Entre los muertos se encontraban el guerrillero argentino Joe Baxter y el deportista brasileño Jörg Bruder. El piloto de este vuelo, Gilberto Araujo da Silva, desapareció unos años después en el Océano Pacífico mientras volaba un avión de carga también Boeing 707 de Varig.
Una posible causa del incendio fue que el cesto de residuos se prendió fuego debido a que alguien arrojó un cigarrillo encendido dentro de él. La Administración Federal de Aviación promulgó la directiva AD 74-08-09 obligando a "instalar avisos prohibiendo fumar dentro de los baños y desechar cigarrillos en los cestos de la basura; establecer un procedimiento para anunciar a los ocupantes del avión que el fumar dentro de los baños está prohibido; instalar ceniceros en ciertos lugares; e inspeccionar que las tapas de los depósitos de desechos de los baños operen correctamente".